# Arch/Matheos
Arch/Matheos is een amerikaanse progressive metal band.

## Geschiedenis
Arch/Matheos begon als een reunie van twee oprichters van Fates Warning, John Arch and Jim Matheos, die al sinds de EP "A Twist Of Fate" van John Arch uit 2003 niet meer hadden samengewerkt. De laatste keer dat de heren samen aan een volledig album hadden gewerkt, was tijdens het album "Awaken The Guardian" van Fates Warning uit 1986. In 2010 begon het duo samen te werken aan een album en brachten drie leden van Fates Warning aan in het project. Deze vijf heren brachten in 2011 het debuut Sympathetic Resonance uit, onder de naam Arch/Matheos. Hoewel de band volledig uit (ex-)leden van Fates Warning bestaat, heeft men toch besloten om deze bandnaam niet te gebruiken. Er is namelijk officieel geen breuk tussen de band en de huidige Fates Warning-zanger Ray Alder en om misverstanden te voorkomen, is dus voor deze naam gekozen. Hoewel het album maar 6 tracks bevat, klokt het toch zo'n 55 minuten.
Op 17 Augustus 2018 tekende ze opnieuw bij Metal Blade records. In 2019 werd het album Winter Ethereal uitgegeven.

## Leden
- John Arch − zang
- Jim Matheos − gitaar
- Frank Aresti − gitaar
- Joey Vera − basgitaar
- Bobby Jarzombek − drums

## Discografie
- 2011: Sympathetic Resonance
- 2019: Winter Ethereal